# دووگوونکا (استان سلیزیا سفلی)

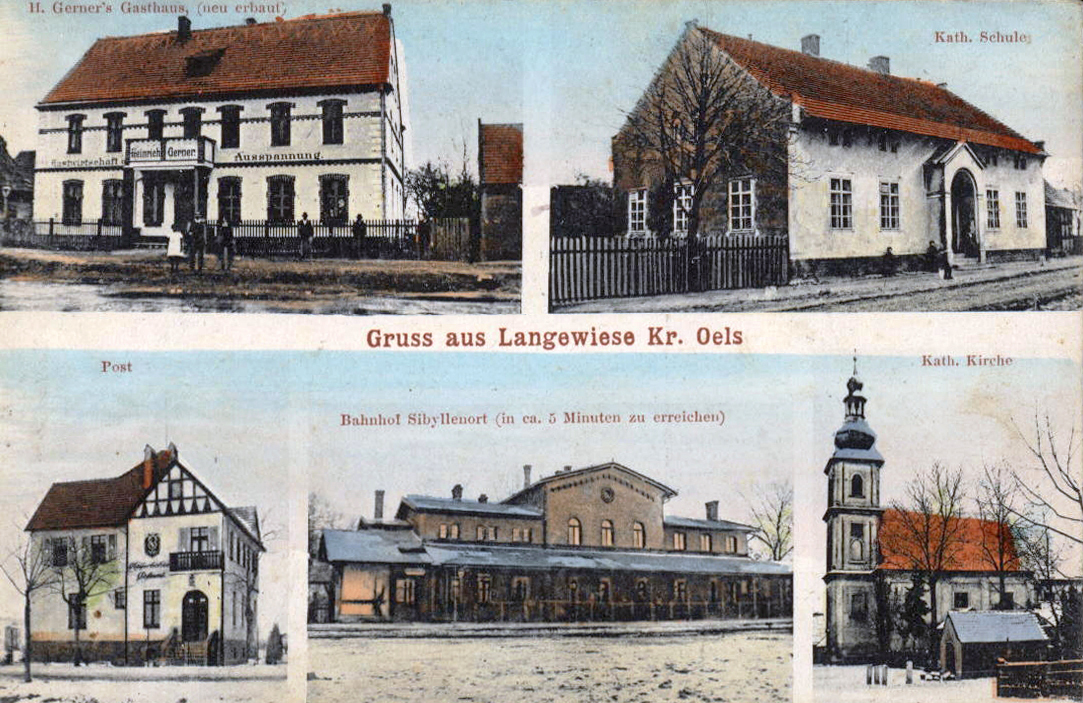
دووگوونکا (استان سلیزیا سفلی)

دووگوونکا (به لهستانی:  Długołęka) یک روستا در لهستان است که در گمینا دووگوونکا واقع شده‌است. دووگوونکا ۲٬۶۲۰ نفر جمعیت دارد.

## خواهرخوانده
شهر Velen خواهرخواندهٔ دووگوونکا (استان سیلزی سفلی) هست.